# Chaghcharan (huyện)
Chaghcharan là một huyện thuộc tỉnh Ghowr, Afghanistan. Dân số thời điểm năm 1999 là 128,514 người.